# Eero Saleva
Eero Yrjänä Saleva (* 7. Oktober 1995 in Tuusula) ist ein finnischer Mittelstreckenläufer.

## Sportliche Laufbahn
Erste internationale Erfahrungen sammelte Eero Saleva bei der Sommer-Universiade 2019 in Neapel, bei der er im 10.000-Meter-Lauf sein Rennen nicht beenden konnte. 
In den Jahren 2019 und 2020 wurde Saleva finnischer Meister im 10.000-Meter-Lauf.

## Persönliche Bestzeiten
- 3000 Meter: 8:11,65 min, 18. August 2018 in Göteborg
  - 3000 Meter (Halle): 8:03,30 s, 20. Februar 2022 in Kuopio
- 5000 Meter: 13:55,83 min, 3. Juli 2021 in Heusden-Zolder
- 10.000 Meter: 29:23,94 min, 4. Mai 2021 in Stockholm